# Zalaegerszegi repülőtér
A Zalaegerszeg–Andráshida repülőtér (ICAO: LHZA) Zalaegerszeg város központjától 6 kilométerre, a Gébárti-tótól északnyugatra található. A repülőtér a folyamatos fejlesztéseknek köszönhetően  rendelkezik a kisgépes forgalmat kiszolgáló rádiótechnikai és egyéb, a pilótákat segítő berendezéssel (irányítatlan jeladó, műholdas időjárás-állomás).

## Földrajzi adatok
- Magasság: 196 m (643 láb)
- Hívójel: Zalaegerszeg repülőtér (Unicom)
- Frekvencia: 133,425 MHz
- Csak nappali VFR repülés folytatható
- Területe:  93 hektár

## Története
A repülőtér már az 1950-es években üzemelt a Szovjetunió haderejének egyik lokátorbázisaként, később pedig egyike lett a magyarországi polgári repülőtereknek. 1961 és 1967 között a Malév rendszeres repülőjáratot tartott fent Zalaegerszeg és Budapest között.
Az MHSZ keretein belül alakult meg zalaegerszegi sárkányrepülő klub 1979 tavaszán. A repülőtéren ekkor már nem folyt polgári repülés, csak szovjet katonák állomásoztak itt. Az 1980-as évek közepén a Zalaegerszegi Sárkányrepülő Klub felépített egy hangárépületet saját igényei számára, majd 1985-ben megrendezték az első Zala Kupát, melyre az egész országból érkeztek sárkányozók.
Miután a bázist 1990-ben a szovjetek elhagyták, előbb állami kezelésbe került a terület, majd 1998-ban városi tulajdonba. 2001-ben döntött Zalaegerszeg önkormányzata az európai uniós normáknak megfelelő légikikötő kialakításáról. A repülőtér fejlesztése csak 2005-ben kezdődött el, a turisztikai fejlesztések figyelembevételével. Az év végére a fejlesztés első üteme elkészült, melynek keretében teljesen megújult a fogadóépület, a pálya és a gurulóút is. Az irányítótorony teljes műszeres felszerelése és a teljes repülőtéri terület bekerítése szintén megtörtént az első ütem folyamán. A tulajdonos vásárolt egy tűzoltóautót, mely ICAO 3-as szabvány szerint üzemeltet.
2006 nyarán megkapta a nem nyilvános repülőtér jogi státust. Ezek után szabadon lehet a technikai lehetőségeket figyelembe véve használni belföldi és külföldi polgári kisgépes forgalom céljaira. Folyamatos személyes jelenlét biztosított a repülőtéren a nap 24 órájában. A repülőtér rendelkezik a kisgépes forgalmat kiszolgáló rádiótechnikai és egyéb, a pilótákat segítő berendezéssel (NDB, műholdas időjárás-állomás).
Az épület előtti autóparkoló és a fogadóépületet a forgalmi előtérrel összekötő járda is  elkészült 2006 novemberében, valamint kialakítottak egy felkészülő szobát a pilóták részére. A repülőtér fejlesztése továbbra is folyamatban van.

## A repülőtéren működő repülőklubok
- Gedeon Ferenc Sárkányrepülő Egyesület
- Göcsej Repülőklub
- Légi-Ó Ejtőernyős Klub